# Antônio de Albuquerque Sousa Filho
Antônio de Albuquerque Sousa Filho (Fortaleza, 17 de abril de 1938), é um professor, escritor e reitor brasileiro.

## Biografia
O professor Antônio de Albuquerque formou-se em Agronomia em 1962, pela Escola de Agronomia (hoje, Centro de Ciências Agrárias da Universidade Federal do Ceará). Fez também: Master of Sciense (M.S.) em Extensão Rural, no ano de 1972, pela Universidade de Wisconsin, EUA; Curso sobre Administração de Pesquisa e pós-graduação,em 1977, realizado na Universidade Estadual de Michigan (M.S.U), EUA; 34° Curso Internacional de Extensão Rural, realizado em Wageningen, Holanda, em 1986.

### Experiência profissional
- Secretário de Educação do Estado do Ceará, de 1979 a 1981;
- Secretário de Ensino de 1° e 2° graus, do Ministério da Educação e Cultura, de março de 1981 a janeiro de 1983,[4]
- Professor adjunto da disciplina de Extensão Rural desde 13 de novembro de 1973;
- Diretor do Centro de Ciências Agrárias da UFC, entre junho de 1976 e março de 1979, e de 1987 a outubro de 1991;
- Professor da disciplina Inovação Tecnológica na Agricultura do Curso de Mestrado em Economia Rural da UFC, de agosto de 1984 a junho de 1991;

- Chefe do Departamento de Economia Agrícola - UFC entre setembro de 1984 e setembro de 1986, sendo reeleito para o período de 1986 a 1988;

Entre 1991 e 1995, foi nomeado reitor da Universidade Federal do Ceará, onde desempenhou importante papel em parceria com o SFIEC, como a criação do BUREAU de Transferência Tecnológica - TRANSTEC, criação do curso de Estilismo e Moda da UFC, a nível de graduação, criação do curso de Recursos Humanos, a nível de pós-graduação; criação do curso de Engenharia da Produção, também a nível de pós-graduação, além de uma parceria sempre efetiva em vários eventos, destacando-se a Feira de Ciência, Tecnologia, Educação e Saúde e criação do UNIEMP (Instituto Universidade-Empresa).

## Homenagens
- Agraciado com a Medalha do Mérito Industrial / FIEC, (1994).[10]
- Escola em Caucaia foi nomeada em homenagem ao professor.[11]
- Escola em Maracanaú foi nomeada em homenagem ao professor.[12]
- Escola em Iguatu foi nomeada em homenagem ao professor.[13]
- Um centro de treinamento em Fortaleza foi nomeado em homenagem ao professor.[14]
- Membro da Academia Cearense de Ciências.[15]
- Recebeu a Medalha do Mérito do CREA.[16]

## Obras
- Meu Percurso na Universidade, Editora Imprece, Fortaleza/2014.[17]
- Vivências de um Profissional, Editora Imprece, Fortaleza/2015.